# Jakob Peregrin Paulitsch

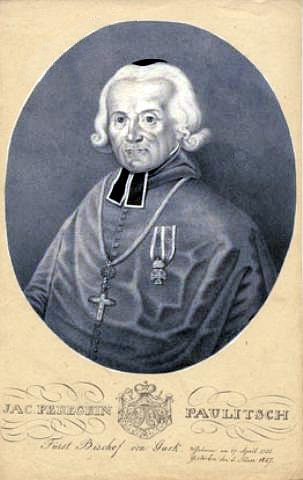
Franc Ksaver Skola - Jakob Peregrin Paulitsch

Jakob Peregrin Paulitsch (* 27. April 1757 in Maria Rain; † 4. Januar 1827 in Klagenfurt am Wörthersee) war Bischof von Gurk.

## Leben
Jakob Peregrin Paulitsch wurde als Kind armer Eltern aus Glainach geboren, sein Vater war Drahtzieher. Dass er im nahen Maria Rain geboren wurde, war reiner Zufall, da seine Mutter auf dem Weg nach Klagenfurt von der Niederkunft überrascht wurde. Er ging in Klagenfurt zur Schule und absolvierte hier auch seine theologischen Studien, am 16. Juli 1774 wurde er zum Priester geweiht.
Nach Aufhebung seines Ordens, der Jesuiten, wirkte er zunächst als Professor an einem Klagenfurter Gymnasium. 1777 wurde er Subdirektor des Priesterhauses, sechs Jahre später Stadtpfarrer und Dechant von St. Peter und Paul. Erzherzogin Marianna, die Schwester Kaiser Josephs II., die seit 1781 als Nonne in Klagenfurt lebte, berief Paulitsch als Hofpfarrer in die von ihr gestiftete Elisabethinenkirche. Paulitsch weilte am Totenbett der Erzherzogin und erteilte ihr 1789 die Krankensalbung.
1792 wird Paulitsch als seit langer Zeit erster Nichtadeliger in das Gurker Domkapitel berufen. Er zählte schon bald zu den profiliertesten Theologen der Diözese Gurk und machte auch Erzherzog Johann auf sich aufmerksam.
1806 wurde Paulitsch Direktor an der theologischen Fakultät des k. k. Lyzeums in Klagenfurt und wurde bereits ein Jahr später zu dessen Rektor berufen. Fünf Jahre später machte ihn Bischof Salm zum Generalvikar. 1818 wurde er nach Empfehlungen von Bischof Salm auch noch Dompropst der unter dem Patronat des Kaisers stehenden Dompropstei von Gurk. Kaiser Franz I. ernannte ihn zum Ritter des Leopoldsordens und als Dompropst wurde er 1819 als Mitglieder der Kärntner Ständeversammlung eingeführt.
Nach dem Tod von Bischof Salm im Jahre 1822 blieb die Diözese Gurk fast zwei Jahre lang ohne Bischof, Paulitsch führte in dieser Zeit der Sedisvakanz die Geschäfte. Erst am 9. Februar 1824 nominierte Kaiser Franz I. Paulitsch zum neuen Oberhirten, am 30. Mai 1824 erfolgte die Bischofsweihe in Salzburg. Somit wurde seit 352 Jahren (seit Bischof Lorenz von Freiberg) erstmals wieder ein gebürtiger Kärntner Bischof von Gurk. Dass Paulitsch nicht schon früher die Mitra eines Bischofs erlangte, lag an seiner Liebe zur Stadt Klagenfurt, so dass er mehrmals Angebote für auswärtige Bischofsämter abschlug.

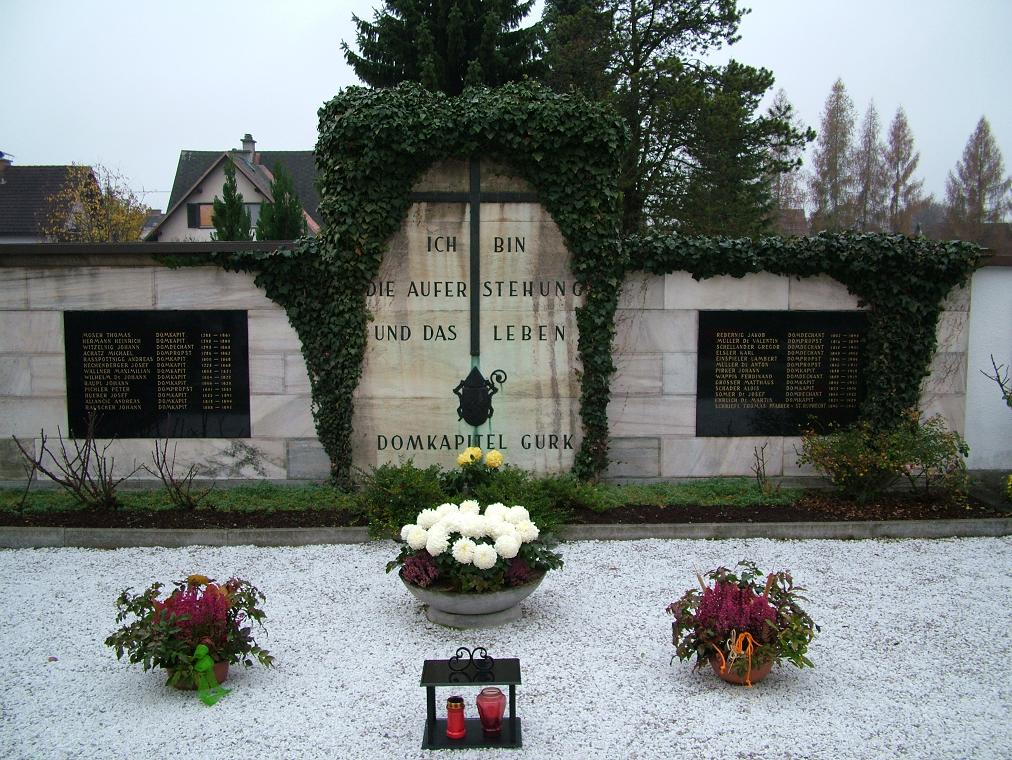
Grabstätte Bischof Paulitsch

Paulitsch war bei seiner Ernennung bereits 67 Jahre alt. Seine Regierungszeit war zu kurz, als dass es allzu viel von seiner Wirksamkeit zu berichten gäbe. Er übernahm von seinem Vorgänger ein hochverschuldetes Bistum und tat sein Möglichstes, die finanzielle Lage zu verbessern. 1826 erkrankte der Bischof schwer und war von nun an ans Bett gefesselt, er ließ sich jedoch über alle Amtsangelegenheiten auf dem Laufenden halten. Am 5. Januar 1827 verstarb Bischof Paulitsch, er wurde auf dem Klagenfurter Friedhof St. Ruprecht in der Grabstätte des Domkapitels begraben. Der Bischof war zeitlebens ein Freund der Armen und vermachte fast sein gesamtes Vermögen Armen und Waisen.
Aus seiner Feder stammt ein Gebetbuch für Kranke und Sterbende, das posthum von Lorenz Wölbitsch herausgegeben und bei den Gläubigen sehr geschätzt wurde.
Anton Martin Slomšek identifiziert Paulitsch als Slowenen und zitiert dessen Freude über die Ernennung des slowenischen Landsmannes Franz Xaver Luschin zum Bischof. Slomšek zitiert Paulitsch folgendermaßen : Prav iz serca me veseli, da so naš gospod Lušin, Slovenec škof postali ; Slovence veliko obrajtam. (Übersetzung: „Es freut mich aus ganzem Herzen, dass unser Herr Luschin, ein Slowene, zum Bischof ernannt wurde. Die Slowenen schätze ich sehr.“)
In der Klagenfurter Innenstadt wurde die Paulitschgasse nach ihm benannt.

## Werke
- Gebethbuch für Kranke und Sterbende. (Hg. L. Welwich.) Klagenfurt 1827.
- Gospod teci mi pomagat ! Molitvene bukve, Bolnikom spisal Jak. Peregrin Pavlič, knez in škof krški, Za Slovence priredil in z navadnimi molitvami pomnožil duhovnik krške škofije. Izdala in založila Družba sv. Mohorja v Celovci. Z dovoljenjem visokočastitega krškega knezoškofijstva. 1891.